# آشوکنگار

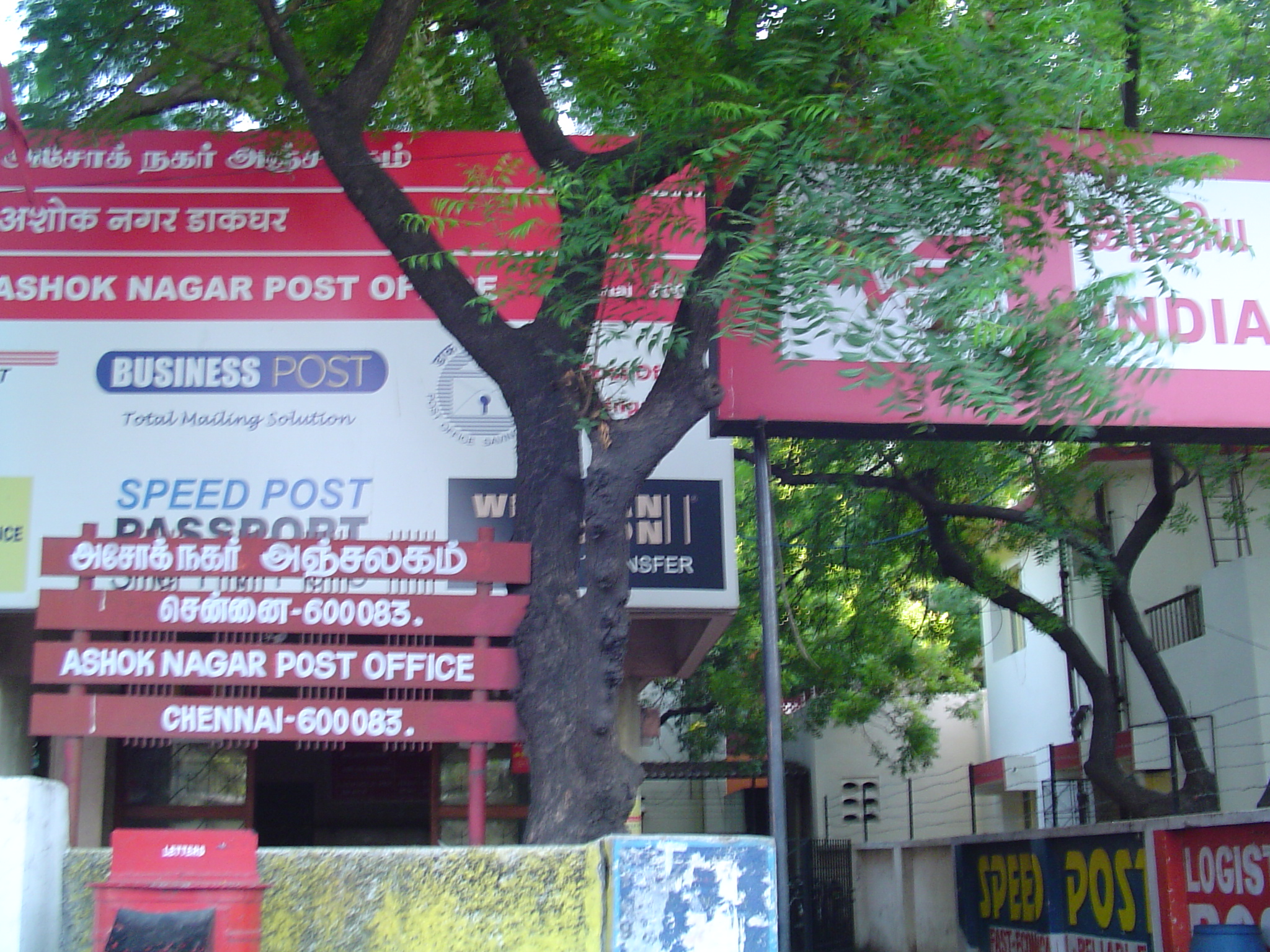
آشوکنگار

آشوکنگار (به انگلیسی: Ashoknagar) یک منطقهٔ مسکونی در هند است که در بخش آشوکنگار واقع شده‌است. آشوکنگار ۵۷٫۳ کیلومتر مربع مساحت و ۸۱٬۸۲۸ نفر جمعیت دارد و ۴۹۹ متر بالاتر از سطح دریا واقع شده‌است.